# Брауэр, Юрген
Юрген Брауэр (нем. Jürgen Brauer, род. 6 ноября 1938, Лейпциг, Саксония) — немецкий оператор, режиссёр и сценарист. Наиболее значительные его режиссёрские работы относятся к детскому кино. Получил известность полнометражными экранизациями литературных произведений разных эпох и стран, посвящённых подросткам. В последние десятилетия работал на телевидении, где ставил эпизоды в сериалах. Кинокритики отмечают высокую культуру видеоряда и эмоциональность фильмов Брауэра, расценивают их как альтернативу «документальному бытовому реализму», который утвердился в кинематографе ГДР.
Юрген Брауэр — лауреат международных и национальных кинофестивалей. С 1977 по 1990 год Брауэр был членом президиума Ассоциации работников кино и телевидения ГДР. С 1984 года преподавал в Академии кино и телевидения в Потсдаме-Бабельсберге.

## Биография

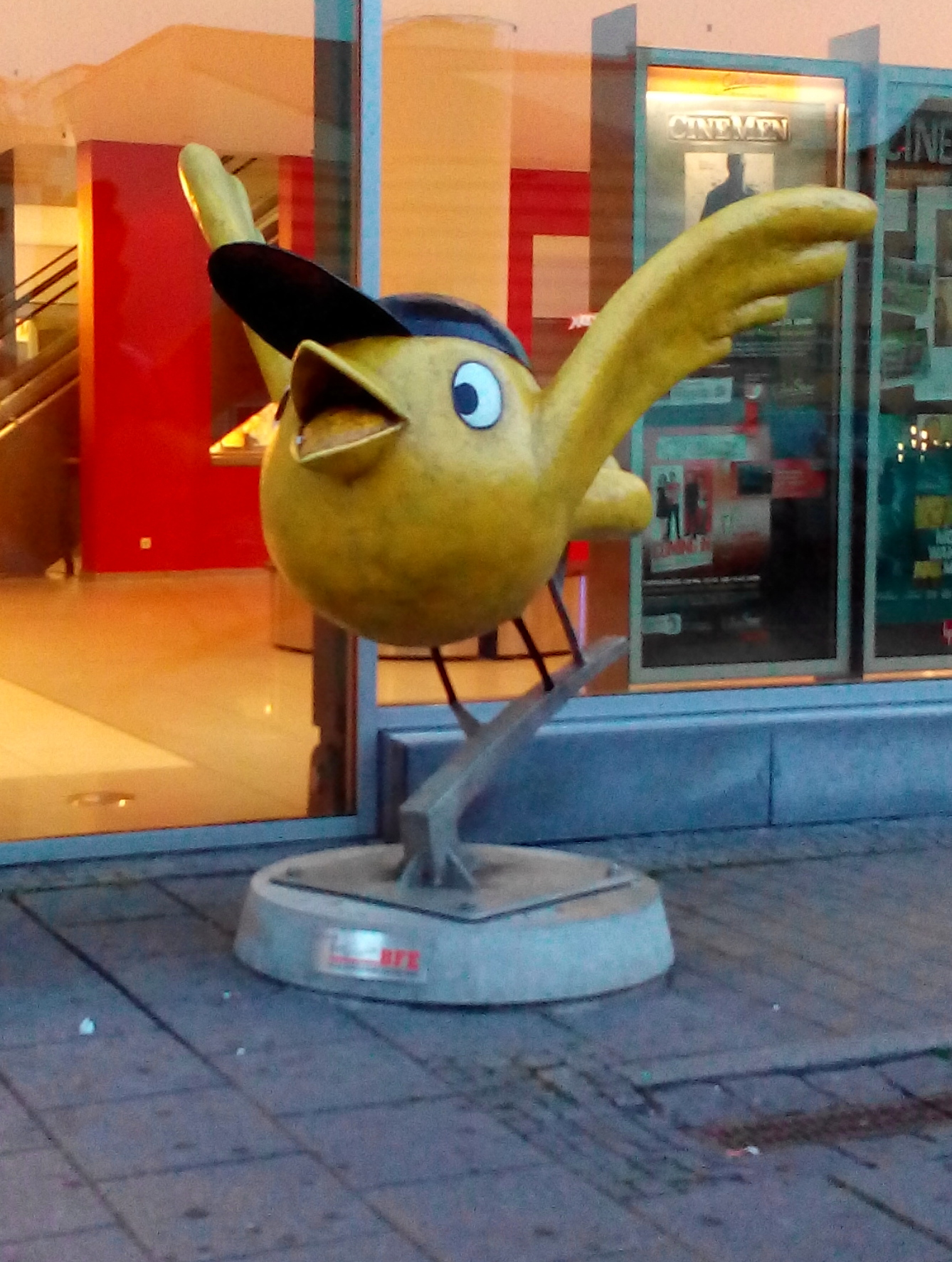
Увеличенное изображение награды фестиваля в Гере «Золотой воробей»

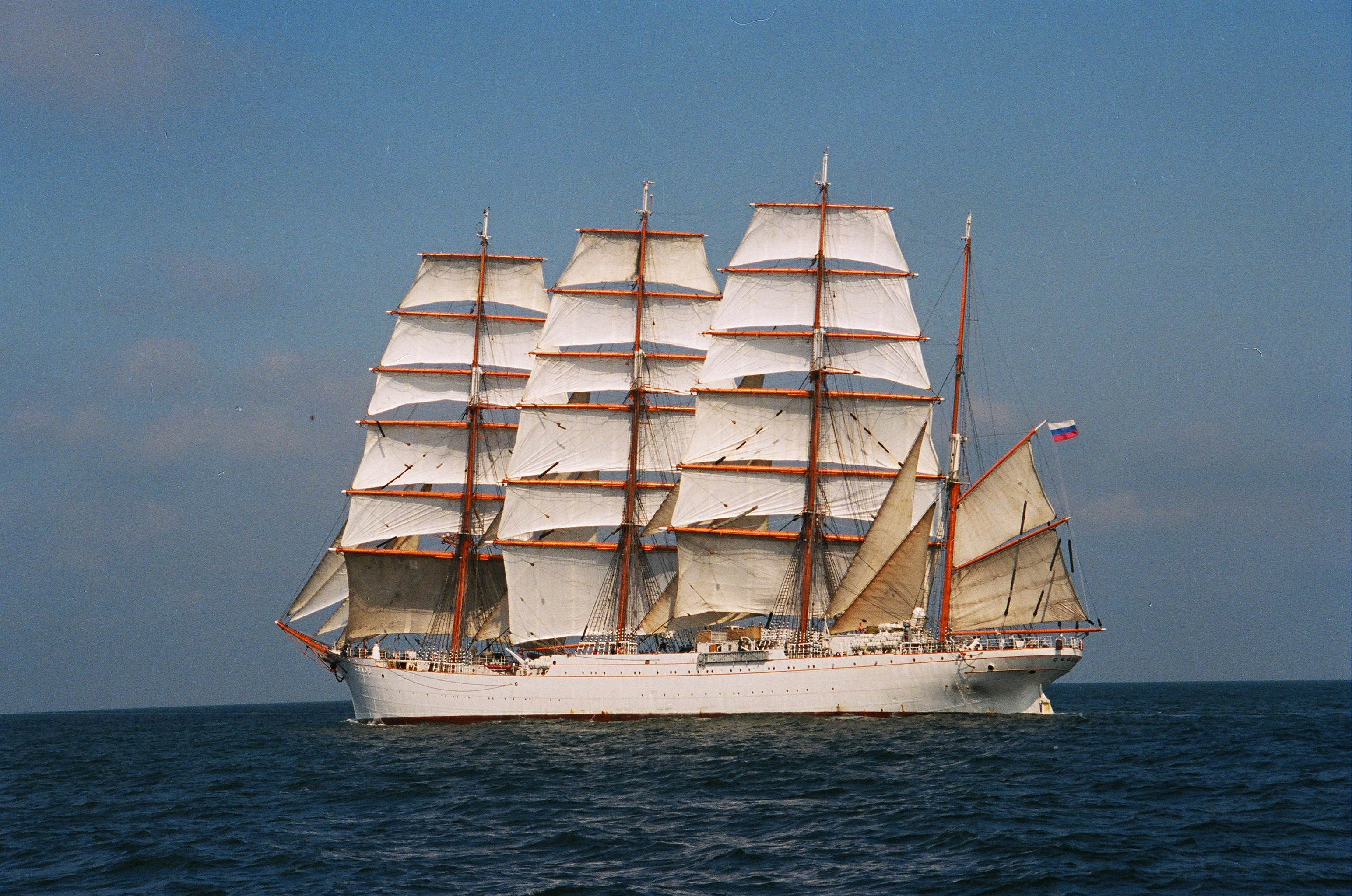
Корабль «Седов», задействованный в съёмках фильма «Сердце пирата»

Юрген Брауэр родился в 1938 году в семье сапожника. В 1956 году поступил на физический факультет Дрезденского технического университета. Наряду с другими занятиями юноша посещал лекции по научной фотографии. Брауэр заинтересовался фотоискусством, стал принимать участие в выставках, получал призы за свои работы. Университет Брауэр не закончил. Один год он отработал на заводе по производству фотоаппаратуры, а в 1958 году поступил на операторский факультет Немецкой академии киноискусства в Потсдаме-Бабельсберге.

### Начало работы в кино в качестве оператора полнометражных фильмов
Академию Брауэр закончил в 1962 году, после чего оформился в качестве оператора на студию DEFA, где работал (в 1962—1964 годах) над сатирической серией короткометражных фильмов «Das Stacheltier». В 1966 году Юрген Брауэр впервые стал оператором полнометражного художественного фильма — это была лента режиссёра Хайнера Карова «Путешествие в Зундевит» (в основе фильма одноимённая повесть немецкого детского писателя Бенно Плудры о приключениях восьмилетнего мальчика). Кинокритик газеты Neues Deutschland спустя 30 лет отмечал в работе Брауэра редкую поэтичность, связанную с тем, что оператор показал безжизненные пейзажи Балтийского моря как отражение психологии юного героя.
В фильме «Русские идут» (Die Russen kommen, 1967), рассказывающем о последних днях войны, сюрреализм съёмок Брауэром некоторых сцен, по мнению Мартина Мунда, позволил цензуре интерпретировать картину как серьёзное отклонение от принципов соцреализма и запретить её. Фильм дошёл до зрителя только спустя 20 лет.
«Путешествие в Зундевит» положило начало длительному сотрудничеству Брауэра и Карова, которое было продолжено в следующих фильмах:
- «Легенда о Па́уле и Пау́ле» (1972, доктор искусствоведения Майя Туровская назвала этот фильм «карнавальной картиной о ненастоящем, убогом социалистическом преуспеянии и о настоящей смертельной любви», которая «стала культовой на переходе к капитализму»[6]);
- «Икар»[нем.] (1975, история мальчика, который должен смириться с разводом родителей, представление авторов фильма о разводе в социалистическом обществе не удовлетворило восточногерманских чиновников, поэтому был разрешён только ограниченный выпуск фильма[7]);
- «Пока смерть вас не разлучит»[нем.] (1979).

Позже Брауэр продолжил работать оператором в собственных картинах, а также в фильмах других режиссёров. Удачным кинокритика называла сотрудничество Брауэра с режиссёром Гюнтером Райшем. Брауэр был оператором в его фильмах «Лорд с Александерплац» (1966), «На пути к Ленину» (1969, совместное производство СССР и ГДР), «Несмотря ни на что!» (1971), «Вольц — жизнь и преображение немецкого анархиста» (1973), «Невеста» (Die Verlobte, 1980, в этом фильме из-за болезни Райша Браэр некоторое время исполнял обязанности режиссёра).
На Международном независимом кинофестивале в Эберсвальде Юрген Брауэр дважды (1982 и 1984 годы) получал приз в номинации «Лучший оператор».

### Начало работы в режиссуре
Первый фильм в качестве режиссёра Юрген Брауэр снял в 1980 году. В этом фильме («Пуговица») он выступил также в качестве соавтора сценария (совместно с Хайнером Каровым, который первоначально должен был снимать этот фильм сам) и оператора. Фильм, снятый по роману Альфреда Велльма, рассказывает историю двенадцатилетнего мальчика в последние недели Второй мировой войны и первые месяцы после её окончания, демонстрируя изменения его мировоззрения под влиянием знакомства с советскими солдатами и офицерами. После смерти матери мальчик покидает свой дом, вступает в дружеские отношения со старым рыбаком, который становится для Генриха образцом для подражания и кем-то вроде отца (от него мальчик узнаёт несколько русских слов, а слово «Pugowitza», которое ему особенно понравилось, превратилось в его прозвище) и советскими солдатами, находит новый дом. Критики называли киноадаптацию романа «впечатляющей» и «мастерской». «Одиссею» двенадцатилетнего подростка, по словам кинокритика Мартина Мунда, режиссёр превратил в миф, в котором фантастические образы накладываются на реальность, проникают в неё и преображают её. С другой стороны, Хайнц Керстен писал, что фильм напоминает идиллию и вряд ли несёт достоверную информацию о проблемах и условиях жизни трудного послевоенного времени, а режиссёру «не удалось вдохнуть жизнь» в героев ленты.

### Фильм «Гритта из Крысиного замка»
Второй режиссёрской работой Брауэра стала «Гритта из Крысиного замка» (1985 год). Это экранизация написанной в 1840 году сказки Беттины фон Арним и её дочери Гизелы «Жизнь графини Гритты из Крысиного замка». По цензурным соображениям сказка так и не была опубликована при жизни авторов. Внимание Брауэра к забытому на тот момент произведению привлекла писательница, режиссёр и автор радиопостановок Криста Козик. Она же приняла участие в создании сценария фильма. Экранизация была приурочена к юбилею  Беттины фон Арним. По сюжету сказки и фильма девочка Гритта живёт со своим чудаковатым отцом-изобретателем в полуразрушенном Крысином замке. После женитьбы отца-вдовца она оказывается на воспитании в монастыре. Там девочка узнаёт о заговоре против короля и вместе с другими воспитанницами бежит из монастыря. Девочки случайно встречаются с юным сыном короля. В финале фильма Гритта спасает короля и становится его советницей.
Фильм затрагивал проблему подростковой сексуальности, а также вносил некоторые изменения в сюжет, которые не были очевидны для зрителей, незнакомых с оригинальным текстом сказки. У Беттины и Гизелы фон Арним Гритта — хорошо воспитанная, образцовая девочка. В фильме же она — острый на язык подросток и не стесняется вызывающе вести себя по отношению к отцу, называя его «неудачником, бездельником… бесполезным идиотом», а мачеху — «глупой коровой». Гритта читает провокационные книги и искренне считает, что дети могут изменить мир. Хотя Гритта и принадлежит к дворянству, она из-за безразличия отца к материальным проблемам живёт в кишащем крысами замке и ест каждый день кашу. Героиня фильма — обычная девочка, что делало её приключения особенно привлекательными для юных зрителей из Восточной Германии. Как и роман, фильм представляет собой феминистскую романтическую историю, свидетельствует о женской изобретательности, силе, дружбе и превосходстве над мужчинами. Пропаганда эмансипации женщин соответствует в романе и фильме духу борьбы и самосовершенствования.

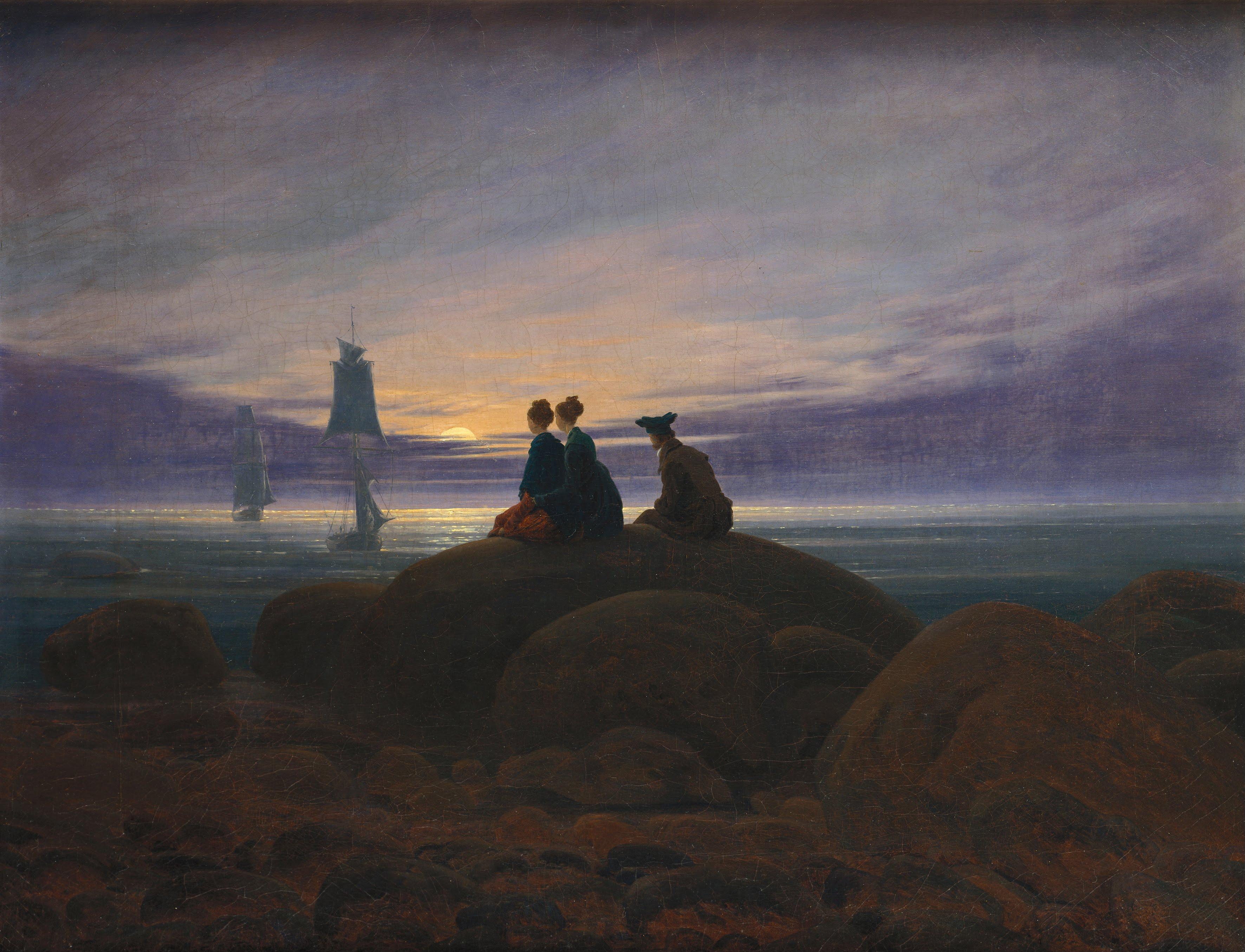
Каспар Давид Фридрих. Восход луны над морем, около 1822

Кинна Шен в своей книге о сказочных фильмах студии ДЕФА писала, что в сказке Беттины и Гизелы фон Арним и фильме Юргена Брауэра культура и общество в лице патриархальной семьи и церкви притесняют девочек, а те ищут утешения в природе и создают собственное независимое сообщество в лесу. Романтичный юный принц близок миру Гритты. Он предпочитает зелёную траву золотому трону, но зависим и беспомощен. В конце фильма Гритта провоцирует принца сорвать жёсткий кружевной воротник, тем самым освобождая его от общественных условностей. В отличие от книги Беттины и Гизелы фон Арним в фильме, по мнению Кинны Шен, провозглашается отказ от элитарности и «триумф обыденности». Кинна Шен утверждала, что Брауэр сознательно копировал образы картин художника-романтика Каспара Давида Фридриха в сцене спора маленьких героев о возможности изменения мира, в сцене прощания Гритты и Петера на фоне заката и в сцене бегства из монастыря через грозный мрачный лес. Она отмечала, что в фильме Брауэра использовались настоящие крысы (друзья и сообщники главной героини), а не анимированные, как в фильмах студии Диснея на подобные сюжеты. По данным Шен, в этом фильме съёмочная группа использовала особый тип крыс, явившийся результатом скрещивания агрессивных диких серых крыс с ручными лабораторными в Научно-исследовательском институте Магдебурга.
На Берлинском международном кинофестивале 1986 года фильм получил награду ЮНИСЕФ. На Международном детском кинофестивале «Золотой воробей» в Гере в 1987 году фильм был удостоен специального приза председателя Государственного комитета по телевидению Совета министров ГДР. Этот приз, как и диковинная машина, созданная по сценарию отцом главной героини, хранятся в Потсдамском музее кино. В фильме «Гритта из Крысиного замка» в первый и последний раз в игровом кино исполнила главную роль одиннадцатилетняя Надя Клир, ставшая впоследствии известным фотографом, режиссёром документального кино и кинооператором в объединённой Германии.

### Режиссёрские работы последних лет существования ГДР
Год спустя Юрген Брауэр поставил вместе с писателем Гюнтером Рюккером (автором одноимённого романа) фильм «Хильда, горничная», в котором выступил оператором, соавтором сценария и сорежиссёром. Действие фильма происходит в 1938 году, сюжетной основой для мелодраматического сюжета стала борьба подпольной группы против фашистского режима. Авторы «Энциклопедии немецкого кино» описывали сюжет фильма как историю сексуально озабоченного четырнадцатилетнего мальчика на фоне событий в Чехословакии. Фильм был замечен кинокритиками.
В 1988 году Юрген Брауэр стал режиссёром и соавтором сценария фильма «Сердце пирата». В основе фильма повесть, которую в 1985 году опубликовал писатель Бенно Плудра. Десятилетняя девочка находит камень, который представляет собой окаменевшее сердце пирата Уильяма. Одинокая девочка доверяет ему свои заботы, а камень рассказывает ей о жизни и приключениях пиратов. Бросивший много лет назад семью отец героини — цирковой артист — оказывается похожим на пирата. Сначала он вызывает надежды и симпатию девочки, но затем не оправдывает её ожидания. По мнению кинокритики, Брауэр в качестве режиссёра и оператора «с кажущейся лёгкостью» достиг успеха в создании атмосферы фильма. Он соединил поэзию с юмором, повседневную жизнь с мечтой, чутко и серьёзно подошёл к заботам и чувству ребёнка.
Фильм получил государственный сертификат «wertvoll» (рус. «ценный», «значительный»). На детском кинофестивале «Золотой воробей» 1989 года картина получила приз в категории «Лучший художественный / телевизионный фильм»; актриса Йоханна Шалль, сыгравшая роль матери главной героини, получила почетный диплом. «Сердце пирата» также было удостоено премии Ассоциации работников кино и телевидения ГДР как «Лучший детский фильм для кино и телевидения» 1988 года.

### Работа в объединённой Германии
После объединения Германии режиссёр продолжал работать в детском кино. В 1993 году он представил зрителям художественный фильм «Анна аннА». Сорежиссёром Брауэра выступила швейцарская костюмер Грети Кляй, которой в то время уже исполнилось 62 лет. Это был её дебют в качестве режиссёра. Именно Кляй привлекла внимание Брауэра к книге детского писателя Лукаса Хартмана и добилась получения права на её экранизацию. Фильм был снят в Кёльне и Берлине с 10 октября до 29 ноября 1991 года. Фильм совместного производства Германии, Швейцарии и Люксембурга обошёлся создателям в 266 786 евро. В основе сюжета история приключений девочки-школьницы и её двойника (сюжет, популярный в 1990-е годы). Премьера фильма состоялась только 13 мая 1993 года в Берлине, а на телевидении фильм был показан 25 декабря 1994 года. Критики высоко оценили актёрское мастерство исполнителей и сюрреалистический юмор, присутствующий в фильме, но отмечали, что ленте не хватает тщательно проработанной драматургии.
В снятых после объединения Германии полнометражных художественных фильмах «Страсть» (1990, по книге Юрия Коха) и «Танцы на мусорной куче» (1991, по книге Юрия Коха) Юрген Брауэр размышлял о причинах утраты идеалов восточными немцами.
В объединённой Германии Брауэр оказался востребован на телевидении. Он снял несколько эпизодов телесериалов «Танец на вулкане» (1996, нем. «Tanz auf dem Vulkan», три серии), «Сити Экспресс» (1999, нем. «CityExpress»), «Доброе утро, Майорка!», «Место преступления» (2 эпизода), «Телефон полиции — 110» (2 эпизода) и «Следователь». Принимал участие в съёмках телевизионной мыльной оперы студии Saxonia Media Filmproduktion «Все друзья», с 1999 года по 2014 год поставив 138 её эпизодов.
Последний детский фильм Юргена Брауэра — «Лоренц в стране лжецов», основанный на соединении мультипликации и игрового кино (1997 год). Фильм — вольная интерпретация сказки итальянского писателя Джанни Родари «Джельсомино в стране лжецов».
В настоящее время Юрген Брауэр проживает в Берлине.

## Особенности творчества
Кино, по мнению Юргена Брауэра, — это прежде всего визуальное искусство. Наиболее важным в своём творчестве он считал «субъективность, личное отношение». Фильмы, в которых Брауэр выступал оператором, критик газеты Neues Deutschland охарактеризовал как классические ленты студии DEFA, произведения высокой культуры изображения и эмоциональности, способные восприниматься как альтернатива «документальному бытовому реализму». Режиссёр рассказывал, что его мечтой остаётся снять фильм по роману Бенно Плудры «Aloa-he» — «фильм для взрослых, с подростками в главной роли». Брауэр писал, что так как события в романе происходят в 1943 году, никто не хочет финансировать экранизацию.

## Награды
- Национальная премия ГДР I класса в области культуры и литературы[нем.] за работу над фильмом «На пути к Ленину» (1970 год)[30][31].
- Национальная премия ГДР III класса в области культуры и литературы[нем.] за работу над фильмом «Невеста» (1980 год)[30][32].

## Основная фильмография (полнометражные кинофильмы)
| Год  | Название фильма                                                           | Режиссёр | Автор сценария | Оператор | Награды |
| ---- | ------------------------------------------------------------------------- | -------- | -------------- | -------- | --- |
| 1968 | «Русские идут» / Die Russen kommen (ГДР)                                  |          |                | Да       | |
| 1970 | «На пути к Ленину» / Unterwegs zu Lenin (ГДР)                             |          |                | Да       | Национальная премия ГДР I класса |
| 1974 | «Сузи, милая Сузи» / Suse, liebe Suse (ГДР)                               |          |                | Да       | |
| 1978 | «Переход» / Der übergang (ГДР)                                            |          |                | Да       | Государственный предикат ГДР: «ценный» |
| 1980 | «Невеста» / Die Verlobte (ГДР)                                            |          |                | Да       | Национальная премия ГДР II класса |
| 1980 | Пуговица (Pugowitza, ГДР, 101 минута)                                     | Да       | Да             | Да       | |
| 1985 | Гритта из Крысиного замка (Gritta von Rattenzuhausbeiuns, ГДР, 83 минуты) | Да       | Да             | Да       | Победитель: Берлинский кинофестиваль 1986 — Приз UNICEF; Международный фестиваль детских фильмов «Золотой воробей» в Гере 1987 — Главный приз фестиваля «Золотой воробей»                                       |
| 1986 | Хильда, горничная (Hilde, das Dienstmädchen, ГДР)                         | Да       | Да             | Да       | |
| 1988 | Сердце пирата (Das Herz des Piraten, ГДР, 83 минуты)                      | Да       | Да             | Да       | Победитель: Международный фестиваль детских фильмов «Золотой воробей» в Гере 1989 — Главный приз фестиваля «Золотой воробей». Лучший детский фильм для кино и телевидения 1988 года по оценке кинокритиков ГДР. |
| 1990 | Страсть (Sehnsucht, ГДР)                                                  | Да       | Да             | Да       | |
| 1991 | Танцы на мусорной куче (Tanz auf der Kippe, ГДР, 97 минут)                | Да       | Да             | Да       | |
| 1993 | Анна аннА (Anna annA, Германия, 76 минут)                                 | Да       | Да             | Да       | |
| 1997 | Лоренц в стране лжецов (Lorenz im Land der Lügner, Германия, 85 минут)    | Да       | Да             | Да       | |